# マーフィーズボロ

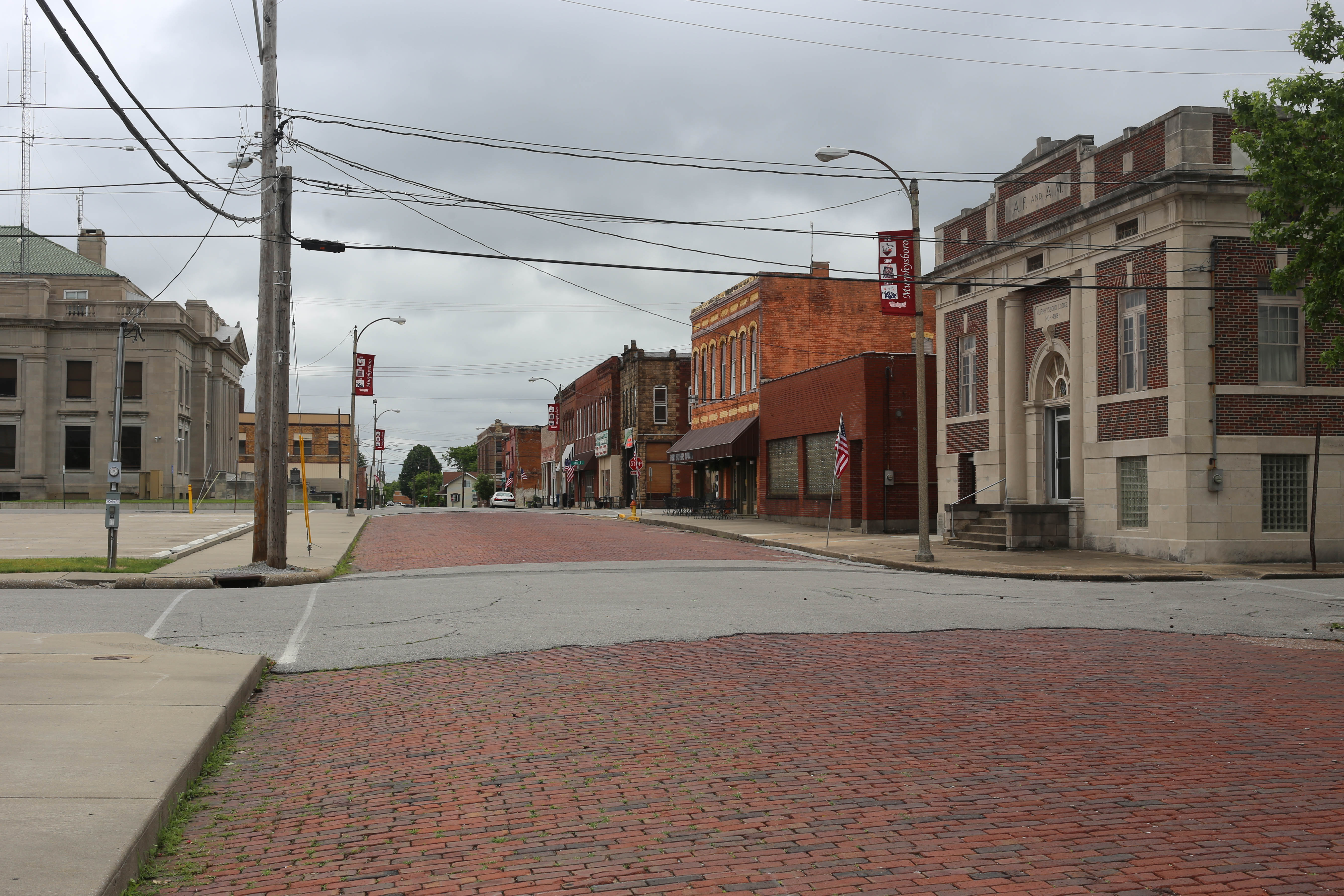
マーフィーズボロ（2017年）

マーフィーズボロ（Murphysboro）は、アメリカ合衆国イリノイ州南西部に位置する都市。ジャクソン郡の郡庁所在地である。人口は7,093人（2020年）。
1925年3月18日にこの都市を襲った巨大竜巻(w:Tri-State Tornado)で、234人の住民が死亡している。

## 地理
マーフィーズボロ市は北緯37度46分2秒、西経89度20分14秒 (37.767245, -89.337346)に位置している。
アメリカ合衆国統計局によると、この都市は総面積12.5 km2 (4.8 mi2) である。このうち12.5 km2 (4.8 mi2) が陸地で、総面積の0.21%が水地域となっている。

## 人口動静
2000年の国勢調査で、この都市は人口13,295人、3,704世帯、及び2,129家族が暮らしている。人口密度は1,062.8/km2 (2,751.3/mi2) である。334.4/km2 (865.6/mi2)の面積の中に、4,183件の住宅が建っている。この都市の人種的構成は白人79.82%、アフリカン・アメリカン15.80%、先住民0.39%、アジア1.03%、太平洋諸島系0.09%、その他の人種1.10%、及び混血1.77%である。人口の2.72%がヒスパニックまたはラテン系である。
この都市の3,704世帯のうち、18歳未満の未成年者のいる世帯が26.4%、同居している夫婦の世帯が39.8%、夫のいない女性の世帯が14.1%、及び単身世帯が42.5%である。37.1%の世帯所有者が独立生計を営んでおり、17.8%が1人暮らしの65歳以上の高齢者世帯である。
この都市内の住民は14.7%が18歳未満の未成年者、18歳以上24歳以下が40.6%、25歳以上44歳以下が18.5%、45歳以上64歳以下が13.8%、及び65歳以上が12.5%となっている。中央値年齢は23歳である。女性100人ごとに対して男性は104.7人である。18歳以上の女性100人ごとに対して男性は103.5人である。
この都市の世帯ごとの平均的な収入は25,551米ドルであり、家族ごとの平均的な収入は34,987米ドルである。男性は28,216米ドルに対して女性は20,011米ドルの平均的な収入がある。この都市の一人当たりの収入 (per capita income) は13,527米ドルである。人口の21.3%及び家族の15.8%は貧困線以下である。全人口のうち18歳未満の31.4%及び65歳以上の10.9%は貧困線以下の生活を送っている。

## 出身有名人
- ジョン・A・ローガン - 19世紀に活躍したアメリカ合衆国の軍人・政治家（上院議員）。